# نژا (فیلم ۲۰۱۹)
نژا (به چینی: 哪吒之魔童降世؛ به انگلیسی: Ne Zha) که به شکل نیژا نیز نوشته می‌شود، انیمیشن چینی در ژانر ماجراجویی فانتزی کمدی به کارگردانی و نویسندگی جیائوزی است. این پویانمایی در سال ۲۰۱۹ توسط شرکت انیمیشن‌سازی خود کارگردان، چنگدو کوکو کارتون در کشور چین تولید شد. این فیلم بر پایه شخصیت اسطوره‌ای مشهور چینی، نژا ساخته شده و داستان آن تا حدودی از رمان قرن شانزدهمی تفویض خدایان اثر شو ژونگلین اقتباس شده است. در نسخه اصلی این انیمیشن گویندگانی همچون یانتیگ لو، کائو جوزف، مو هان، هاو چن، کی لو، جیامینگ ژانگ و وی یانگ به صداپیشگی پرداخته‌اند. در این فیلم، پسری جوان به نام نژا، تناسخِ گوی شیطانی است؛ گویی که پیش‌تر توسط یوآن‌شی تیان‌زون، ارباب آغازین آسمان، از گوهر آشوب جدا شده است. نژا که با قدرت‌های ویرانگر گوی شیطانی به دنیا آمده، به‌عنوان طردشده‌ای در گذرگاه چِنگ‌تانگ زندگی می‌کند و مورد نفرت و ترس مردم است. این پسر جوان که طبق پیشگویی قرار است دنیا را نابود کند، باید بین خیر و شر یکی را انتخاب کند تا قید و بندهای سرنوشت را بشکند و تبدیل به یک قهرمان شود.
نژا ابتدا در ۱۳ ژوئیه ۲۰۱۹ به‌صورت انحصاری در سالن‌های آی‌مکس و سالن‌های چاینا فیلم جاینت اسکرین اکران شد، و سپس در تاریخ ۲۶ ژوئیه در دیگر سینماها به نمایش درآمد که بر عهدهٔ شرکت بیژنگ انلایت پیکچرز بود. این اثر، نخستین انیمیشن بلند تولید چین است که در قالب آی‌مکس اکران شده است. با وجود اینکه این اثر، نخستین فیلم بلند کارگردان و استودیوی انیمیشن‌سازی آن بود و بازیگران شناخته‌شده‌ای در صداپیشگی نداشت، فیلم با تحسین منتقدان روبه‌رو شد و به یکی از بزرگ‌ترین موفقیت‌های تجاری تاریخ سینمای چین تبدیل شد. نژا رکوردهای متعددی در گیشه ثبت کرد، از جمله پرفروش‌ترین انیمیشن تاریخ چین، پرفروش‌ترین فیلم سال ۲۰۱۹ در چین (همچنین اولین فیلم انیمیشنی که به این رکورد دست یافته است) پرفروش‌ترین انیمیشن غیر آمریکایی در جهان، و دومین فیلم غیرانگلیسی‌زبان پرفروش تاریخ سینمای جهان در زمان اکران. این انیمیشن با فروشی بیش از ۷۴۲ میلیون دلار به چهارمین انیمیشن پرفروش سال ۲۰۱۹ و پنجمین فیلم پرفروش تاریخ سینمای چین تبدیل شد.
اکران فیلم در آمریکای شمالی از تاریخ ۲۹ اوت در برخی سینماهای  آی‌مکس سه‌بعدی آغاز شد و سپس در تاریخ ۶ سپتامبر به‌صورت سراسری اکران شد. این فیلم به‌عنوان نمایندهٔ رسمی چین برای بخش بهترین فیلم بین‌المللی در نود و دومین دوره جوایز اسکار انتخاب شد، و به این ترتیب، نخستین انیمیشن تاریخ سینمای چین بود که به این بخش راه یافت؛ با این حال، در نهایت نامزد نهایی نشد.
دومین فیلم در این جهان سینمایی، با عنوان جیانگ زیا که آن نیز به‌طور آزاد بر پایهٔ رمان تفویض خدایان ساخته شده، در ۱ اکتبر ۲۰۲۰، همزمان با روز ملی چین، اکران شد. دنباله‌ای مستقیم با عنوان نژا ۲ در ۲۹ ژانویه ۲۰۲۵ به نمایش درآمد؛ این فیلم چندین رکورد جدید در فروش گیشه ثبت کرد و به پرفروش‌ترین انیمیشن تاریخ تبدیل شد.

## داستان
یک مروارید آشوب، زاده از جوهره‌های آغازین آسمان و زمین، شروع به مکیدن و بلعیدن حریصانهٔ انرژی می‌کند. یوان‌شی تیان‌جون (خدای برتر) دو شاگردش، تای‌یی ژِن‌رِن و شِن گونگ‌بائو را می‌فرستد تا این مروارید هوشیار را مهار کنند. اما به دلیل توانایی مروارید در جذب انرژی، تای‌یی و شِن شکست می‌خورند. در نهایت، تیان‌جون از لوتوس مقدس هفت‌رنگ استفاده کرده و مروارید را به دو بخش متضاد تقسیم می‌کند: مروارید روح و گوی اهریمنی. او سپس نفرینی آسمانی بر گوی اهریمنی می‌گذارد: در عرض سه سال، این گوی با صاعقهٔ آسمانی نابود خواهد شد. تیان‌جون به تای‌یی دستور می‌دهد که مروارید روح را ببرد تا به عنوان پسر سوم لی جینگ در شهر چِن‌تَنگ‌گوان تناسخ یابد و نامش نِژا باشد.
اما از روی حسادت، شِن مروارید روح را می‌دزدد و باعث می‌شود همسر باردار لی جینگ، یعنی بانو یین، به جای مروارید روح، تجسم گوی اهریمنی، یعنی نژا را به دنیا بیاورد. تای‌یی توضیح می‌دهد که سرنوشت نژا از پیش نوشته شده: در سه سال آینده نفرین آسمانی او را خواهد کُشت. لی جینگ همراه تای‌یی به آسمان می‌رود تا برای نجات جان نژا شفاعت کند، اما به او گفته می‌شود این نفرین غیرقابل بازگشت است.
در همین زمان، شِن مروارید روح دزدیده‌شده را به اژدهای شاه دریاهای شرق می‌سپارد. پادشاه اژدها آن را در تخم می‌گذارد و پسر سومش، آئو بینگ، از آن زاده می‌شود. او اجازه می‌دهد شِن آئو بینگ را به شاگردی بگیرد. اژدهایان از این‌که توسط دربار آسمانی مجبور به زندگی در اعماق دریا هستند کینه دارند و امیدوارند چون آئو بینگ از مروارید روح زاده شده، شایستهٔ صعود و جاودانگی در نظر آسمان باشد.
برای مهار طبیعت اهریمنی نژا و خوشحال‌کردنش، والدینش به او دروغ می‌گویند و می‌گویند او از مروارید روح زاده شده و سرنوشتش این است که یک شکارچی بزرگ دیوها شود. نژا نزد تای‌یی آموزش می‌بیند و مهارت‌های شگرفی کسب می‌کند، اما هنوز اجازهٔ شکار دیوها را ندارد. او بی‌طاقت می‌شود و مخفیانه از خانه می‌گریزد تا خود به شکار دیوها برود. در تعقیب یک یاکشا که قصد خوردن دختربچه‌ای را داشت، نژا ناخواسته یک دهکدهٔ ماهیگیری را به آتش می‌کشد. آئو بینگ در نبرد به او می‌پیوندد اما توسط یاکشا سنگ می‌شود. نژا با زیرکی یاکشا را شکست داده و هم آئو بینگ و هم دختر را نجات می‌دهد، و میان آن دو دوستی شکل می‌گیرد. با این حال، مردم روستا او را مقصر و یک دیو شریر می‌دانند. نژا خشمگین شده و به آن‌ها حمله می‌کند و بسیاری را زخمی می‌سازد. والدینش و تای‌یی می‌رسند و جلوی او را می‌گیرند. پس از روشن‌شدن سوءتفاهم، لی جینگ تصمیم می‌گیرد بی‌گناهی پسرش را در جشن تولد آینده‌اش ثابت کند.
ده روز بعد، خانوادهٔ لی جشن تولدی باشکوه برای نژا برگزار کرده و مردم شهر را دعوت می‌کنند. پیش از جشن، شِن نزد نژا می‌آید و حقیقت تولدش را برملا می‌کند. نژا که از دروغ والدینش خشمگین شده، چهرهٔ اهریمنی واقعی‌اش را آشکار می‌سازد و نزدیک است پدرش را بکُشد که آئو بینگ دخالت کرده و مانع می‌شود. نژا، احساس خیانت‌دیدن، خانه را ترک می‌کند تا سرنوشت نفرین‌شده‌اش را بپذیرد.
در همین هنگام، لی در گفتگو با آئو بینگ پی می‌برد که او در اصل تجسم مروارید روح است. آئو بینگ که می‌داند اگر این راز آشکار شود، تمام اژدهایان محکوم به نابودی خواهند شد، به دستور شِن عمل کرده و توده‌ای عظیم یخ بر فراز شهر می‌آفریند تا آن را مدفون و شاهدان را نابود کند. از سوی دیگر، نژا می‌فهمد وقتی پدرش به آسمان رفته بود تا برای جان او شفاعت کند، پذیرفته بود که عمرش با جان نژا معاوضه شود. نژا که از فداکاری پدرش متأثر می‌شود، به شهر بازمی‌گردد تا آئو بینگ را متوقف کند. او با آزادسازی نیروی کامل اهریمنی‌اش آئو بینگ را شکست می‌دهد، اما به خاطر دوستی‌شان جانش را می‌بخشد.
وقتی صاعقهٔ آسمانی برای نابودی نژا فرود می‌آید، او خود را تسلیم سرنوشت می‌کند، اما آئو بینگ نیز به او می‌پیوندد. آن‌ها دست در دست هم می‌نهند و توانایی مروارید آشوب را در جذب انرژی آزاد می‌کنند. بدن‌های فانی‌شان تاب تحمل این انرژی عظیم را ندارند و نابود می‌شوند، اما با کمک تای‌یی، هر دو به صورت روح زنده می‌مانند.
در صحنهٔ میانی تیتراژ، پادشاه اژدها سوگند می‌خورد که از مردم چِن‌تَنگ‌گوان برای آنچه بر سر آئو بینگ آمد انتقام بگیرد. سه پادشاه دیگر دریاها نیز ظاهر می‌شوند و این فرصت را غنیمت شمرده، پیمانی با او می‌بندند. در همین زمان، در مکانی ناشناخته، پیش‌نمایشی از فیلم جیانگ زیا نشان داده می‌شود.

## تولید

### ایده
این فیلم، ریشه‌های اسطوره‌ای شخصیت نژا را روایت می‌کند؛ نژا در باورهای مردمی چین، یک الههٔ نگهبان و محافظ است. داستان فیلم به‌طور آزاد بر اساس نسخهٔ ادبی این اسطوره ساخته شده که در قالب دو فصل از رمان تفویض خدایان آمده است؛ رمانی از نوع شن‌مو متعلق به دوران دودمان مینگ، که به‌طور سنتی به نویسنده‌ای به نام شو ژونگلین نسبت داده می‌شود و مجموعه‌ای از افسانه‌ها و اسطوره‌های مختلف را در یک روایت گسترده تلفیق می‌کند.
این داستان در گذشته، از سال ۱۹۲۷ یا ۱۹۲۸، بارها به صورت سینمایی اقتباس شده، چه به‌صورت مستقل (مانند انیمیشن سنتی نژا اژدها را شکست می‌دهد در سال ۱۹۷۹) و چه به‌عنوان بخشی از اقتباس کامل رمان تفویض خدایان (مانند فیلم لایواکشن لیگ خدایان محصول ۲۰۱۶).

### پیش‌تولید
کارگردان فیلم در مجموع دو سال صرف نوشتن فیلمنامه کرد، و خود فیلم نیز طی سه سال ساخته شد.

### تولید انیمیشن
این فیلم شامل بیش از ۱۳۱۸ شات جلوه‌های ویژه است، و برای ایجاد فضای افسانه‌ای فیلم مثل کاخ اسرارآمیز پادشاه اژدها، و نبرد پیچیدهٔ آتش و آب، بیش از ۲۰ استودیوی جلوه‌های ویژهٔ چینی و بیش از ۱۶۰۰ نفر مشارکت داشتند. تنها ساخت یکی از صحنه‌ها دو ماه زمان برد.